# 20 år under bältet
20 år under bältet är namnet på jubileums- och avskedsshowen med buskisduon Stefan & Krister. Filmen producerades år 2001, och spelades in i Göteborg. Dess första visning i TV4 sågs av 1,49 miljoner tittare, den 1 februari 2002.

## Innehåll
Filmen innehåller följande sketcher och sånger:
1. "Den ene å den andre" (deras typiska inledningstal, efter att ha presenterats av "Loket" i ett bildspel)
2. "Om den ene å den andre" (sång)
3. "Partnerbyte" (karlarna på semester med sina fruar)
4. "På stubben" (Kristian och Sven-August i skogen på harjakt)
5. "Favoriterna" (fem roliga historier, men av lite snuskigare variant – tre från Ett gott skratt på Björkgården och övriga två också från publik)
6. "Ämnesomsättning" (diskussion om fem olika samhällsämnen, i slumpartad ordning)
7. "Olvert i färgaffären" (modern version av samma sketch i När dä va då, 1989)
8. "Dom bäste betarna" (sångmix)
9. "Missuppfattning" (Krister tar tillfälle i akt att reda ut några missförstånd som han kommit i kontakt med under åren inom komiken)
10. "Midsommarvisa" (Stefan vill framföra en visa om sin favoritårstid, och Krister tvingas motvilligt att både delta och klä sig som en "maskros")
11. "Hade helst velat" (Stefan berättar om sin pojkdröm att delta i bandet Hep Stars)
12. "Birger" (modern version av Birgers första monolog från Skåpbubblor, 1988)
13. "20 år under bältet" (showens outrolåt)

Bonus: "Ni ska ha tack" (Stefan & Kristers sista låt tillsammans, live från Liseberg)

## Medverkande
- Stefan Gerhardsson
- Krister Claesson
- Camilla Lénström
- Christina Nordstrand
- Avec
- Leif "Loket" Olsson